# Alcochera nikkoensis
Alcochera nikkoensis là một loài tò vò trong họ Ichneumonidae.